# Tanaecia indras
Tanaecia indras är en fjärilsart som beskrevs av Vollenhoven 1862. Tanaecia indras ingår i släktet Tanaecia och familjen praktfjärilar. Inga underarter finns listade i Catalogue of Life.